# San Jose, California
San Jose este cel mai mare oraș din nordul statului California după populație și suprafață. Orașul are o populație de 1,013,240 locuitori (2020), în scădere față de o estimare din 2022, care prezice că orașul va cădea sub 1 milion de locuitori.
Este cel mai mare oraș din zona statistică San Jose-San Francisco-Oakland; care în total are o populație de 7,5 milioane, plasând orașul pe locul 3 din California după populație, după Los Angeles și San Diego. Este situat în mijlocul văii Santa Clara, pe malul sudic al bazinului San Francisco, San Jose acoperă o suprafață de 466km2.
San Jose este reședința comitatului Santa Clara.

## Nume
La 3 aprilie 1979, consiliul local a adoptat San José drept scrierea corectă a numelui pe stema orașului, pe documentele oficiale, și pe numele departamentelor locale. Prin hotărârea consiliului local, transcrierea San José este folosită când numele este scris folosind litere mari și litere mici, dar nu atunci când numele orașului este scris numai cu litere mari. De multe ori, numele orașului este scris fără diacritice drept San Jose. Numele oficial rămâne The City of San Jose.

## Istorie

### Perioada pre-colonială
San Jose, împreună cu cea mai mare parte a Văii Santa Clara, a fost casa grupului Tamien (scris și ca Tamyen, Thamien) al poporului Ohlone din jurul anului 4.000 î.Hr. Tamien vorbea limba tamyen din familia de limbi Ohlone.
În epoca colonizării spaniole și construirea ulterioară a misiunilor spaniole în California, viața oamenilor Tamien s-a schimbat drastic. Din 1777 încolo, cei mai mulți dintre locuitori poporului Tamien au fost înrobiți cu forța la Misiunea Santa Clara de Asís sau Misiunea San José, unde au fost botezați și educați pentru a fi neofiți catolici, cunoscuți și sub numele de Indieni Misiunii. Acest lucru a continuat până când misiunea a fost secularizată de către guvernul mexican în 1833. O mare majoritate a Tamien a murit fie din cauza bolii în misiuni, fie ca urmare a genocidului sponsorizat de stat. Unele familii supraviețuitoare au rămas intacte, migrând în Santa Cruz după ce pământurile lor ancestrale au fost acordate imigranților spanioli și mexicani.

### Perioada Spaniolă

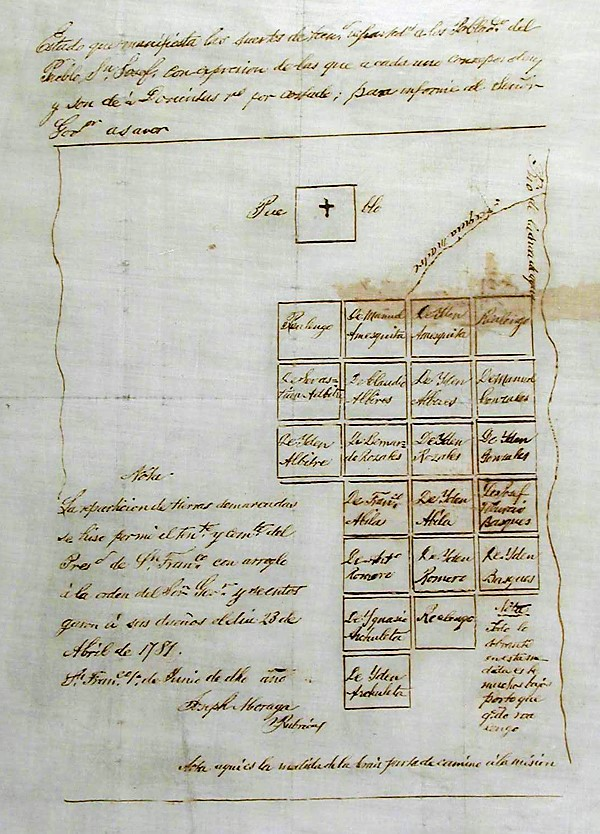
O hartă a orașului Pueblo de San José de Guadalupe

California a fost revendicată ca parte a Imperiului Spaniol în 1542, când exploratorul Juan Rodríguez Cabrillo a trasat coasta Californiei. În acest timp, Alta California și peninsula Baja California au fost administrate împreună ca provincie Californias (în spaniolă: Provincia de las Californias). Timp de aproape 200 de ani, California a rămas o regiune de frontieră îndepărtată, controlată în mare măsură de numeroasele națiuni native și ignorată în mare măsură de guvernul viceregatului Noii Spanie din Mexico City. Schimbarea dinamicii puterii în America de Nord - inclusiv victoria britanică/americană și achiziționarea Americii de Nord, la est de Mississippi în urma Tratatului de la Paris din 1763, precum și începutul colonizării rusești în nord-vestul Americii de Nord - a determinat autoritățile spaniole/mexicane să sponsorizeze expediția Portolá pentru a supraveghea California de Nord în 1769.
În 1776, California a fost inclus ca parte a Căpitaniei Generale a Provincias Internas, o mare divizie administrativă creată de José de Gálvez, ministrul spaniol al Indiilor, pentru a oferi o autonomie mai mare granițelor Imperiului Spaniol. În acel an, regele Carlos al III-lea al Spaniei a aprobat o expediție a lui Juan Bautista de Anza pentru a supraveghea zona golfului San Francisco, pentru a alege locurile pentru două viitoare așezări și misiunea lor însoțitoare. De Anza a ales inițial locul pentru o așezare militară în San Francisco, pentru Presidioul Regal din San Francisco și Misiunea San Francisco de Asís. În drumul său înapoi în Mexic din San Francisco, de Anza a ales locurile din Valea Santa Clara pentru o așezare civilă, San Jose, pe malul estic al râului Guadalupe, și o misiune pe malul său de vest.

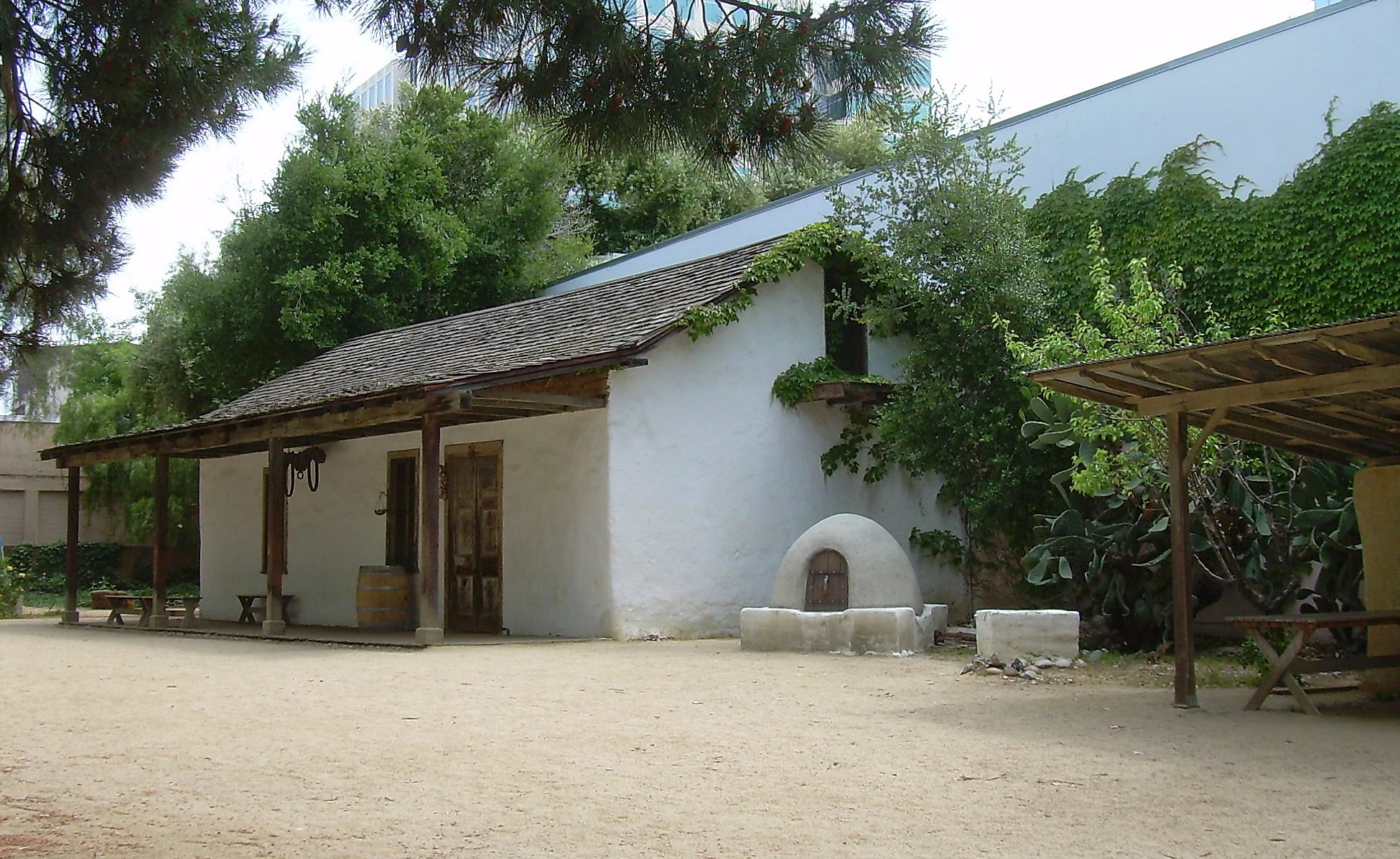
Peralta Adobe din piața San Pedro; cea mai veche clădire din San Jose, construită în 1797.

San Jose a fost fondat oficial ca prima așezare civilă din California la 29 noiembrie 1777, ca Pueblo de San José de Guadalupe de către José Joaquín Moraga, la ordinele lui Antonio María de Bucareli y Ursúa, vicerege al Noii Spanie. San Jose a servit ca o așezare strategică de-a lungul El Camino Real, conectând fortificațiile militare de la Monterey Presidio și San Francisco Presidio, precum și rețeaua de misiuni din California. În 1791, din cauza inundațiilor severe care au caracterizat puebloul, așezarea din San Jose a fost mutată la aproximativ 1,5 kilometri spre sud, centrată pe Pueblo Plaza (actuala Plaza de César Chávez).
În 1800, din cauza creșterii populației din partea de nord a Californiei, Diego de Borica, guvernatorul Californiei, a împărțit oficial provincia în două părți: Alta California (California Superioară), care a devenit în cele din urmă mai multe state din vestul Statelor Unite și Baja California (California Inferioară), care în cele din urmă au devenit două state mexicane.

### Perioada Mexicană

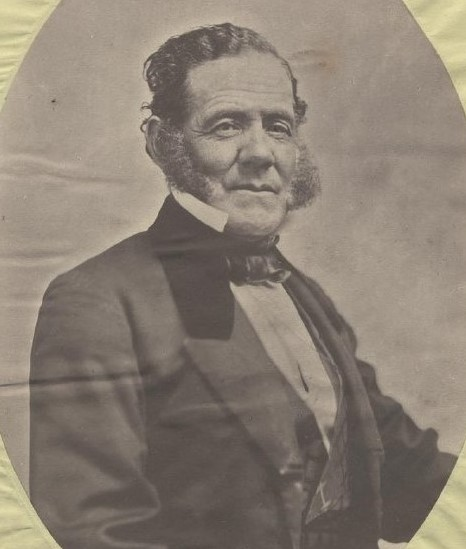
Antonio Maria; primarul orașului de două ori și a semnat constituția Californiei

San Jose a devenit parte a Primului Imperiu Mexican în 1821, după ce Războiul de Independență al Mexicului a fost câștigat împotriva Coroanei Spaniole, iar în 1824, parte a Primei Republici Mexicane. Cu noua sa independență și cu triumful mișcării republicane, Mexicul și-a propus să diminueze puterea Bisericii Catolice în Alta California prin secularizarea misiunilor din California în 1833.
În 1824, pentru a promova așezările și activitatea economică în California slab-populată, guvernul mexican a început o inițiativă, atât pentru cetățenii mexicani, cât și pentru străini, de a stabili terenuri neocupate în California. Între 1833 și 1845, treizeci și opt de granturi de terenuri au fost emise în Santa Clara Valley, dintre care 15 au fost situate în granițele actuale ale San Jose. Numeroase personalități istorice proeminente s-au numărat printre cei cărora li s-a acordat terenuri rancho în Santa Valley, inclusiv James A. Forbes, fondatorul Los Gatos, California (acordat Rancho Potrero de Santa Clara), Antonio Suñol, Alcalde of San Jose (acordat Rancho Los Coches) și José María Alviso, Alcalde of San Jose (acordat Rancho Milpitas).
În 1835, populația orașului de aproximativ 700 de oameni includea 40 de străini, în principal americani și englezi. Până în 1845, populația puebloului a crescut la 900, în principal din cauza imigrației americane. Așezările străine din San Jose și California schimbau rapid societatea californiană, aducând oportunități economice în creștere și cultură străină.
Până în 1846, nativii din California și-au exprimat de multă vreme îngrijorarea pentru depășirea societății din California de către comunitatea sa anglo-americană bogată și în creștere. În timpul revoltei steagului ursului din 1846, căpitanul Thomas Fallon a condus nouăsprezece voluntari din Santa Cruz în puebloul San Jose, pe care forțele sale l-au capturat cu ușurință. Ridicarea drapelului Republicii California a pus capăt stăpânirii mexicane în Alta California pe 14 iulie 1846.

### Perioada Americană

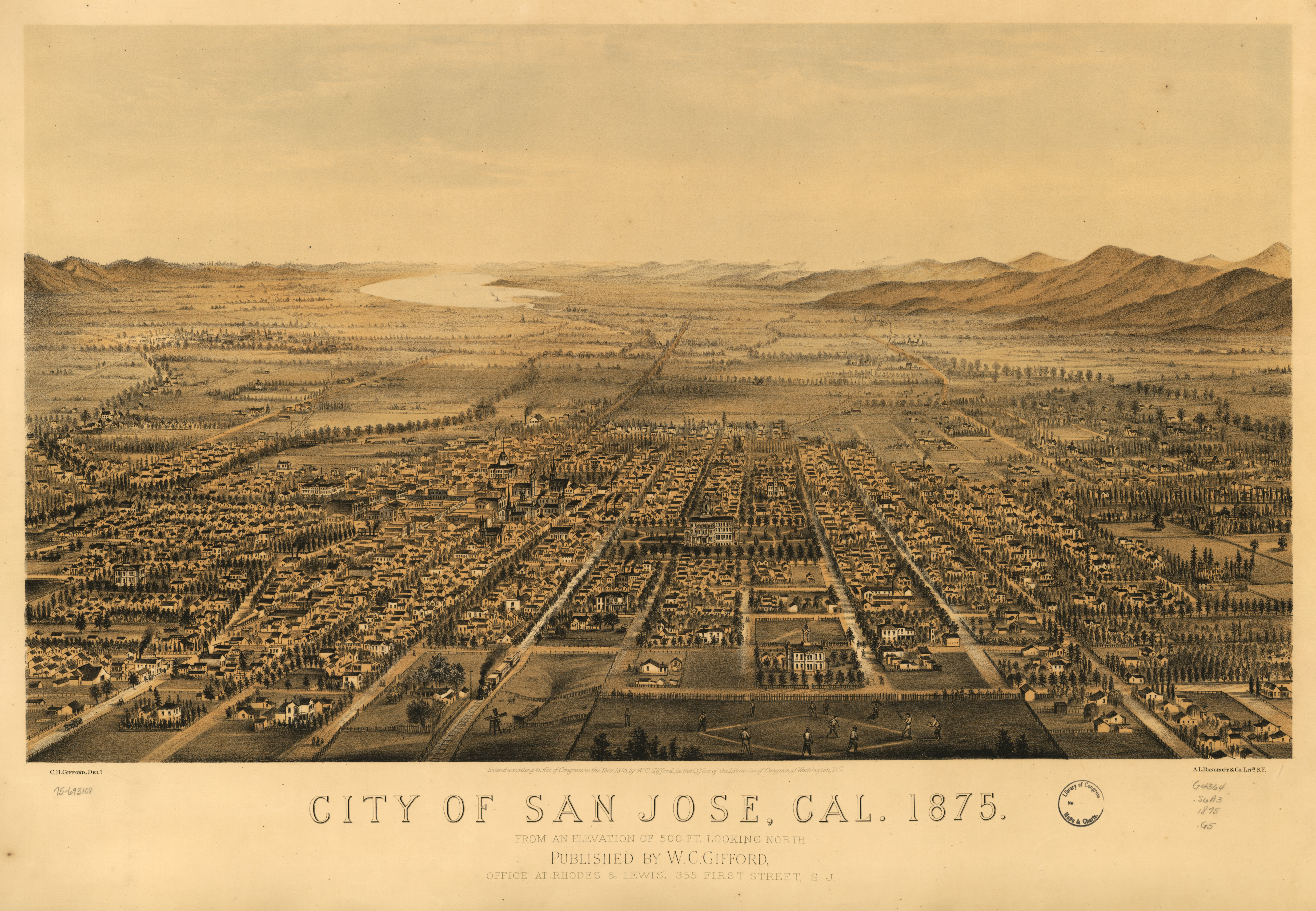
Panoramă a localității, pe când valea Santa Clara era una dintre cele mai productive zone agricole din lume (1875)

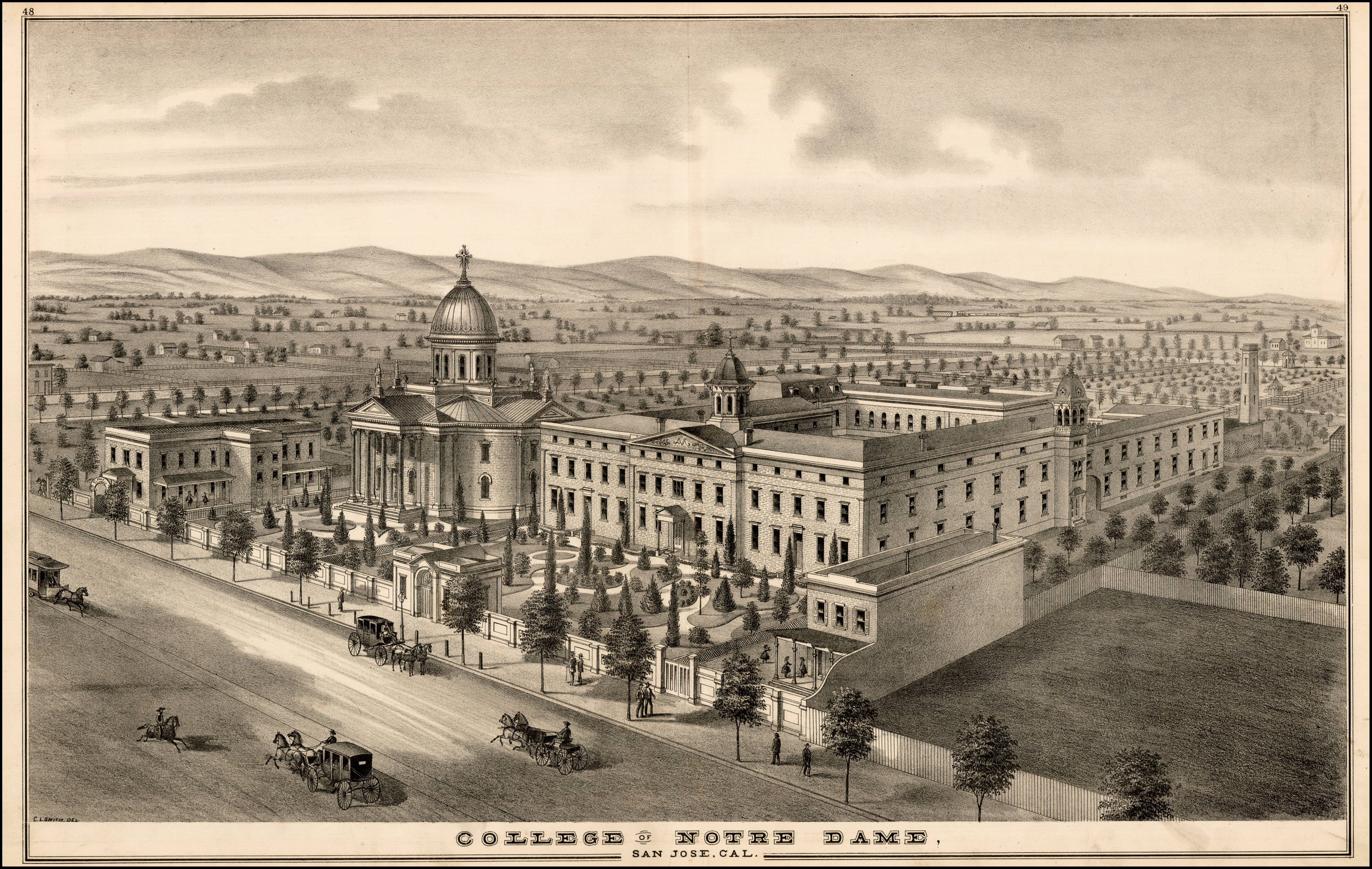
Campusul Colegiul Notre Dame

Până la sfârșitul anului 1847, cucerirea Californiei de către Statele Unite a fost completă, pe măsură ce războiul mexicano-american sa încheiat. În 1848, Tratatul de la Guadalupe Hidalgo a cedat în mod oficial California Statelor Unite, ca parte a Cesiunii mexicane. La 15 decembrie 1849, San Jose a devenit capitala teritoriului neorganizat al Californiei. Odată cu admiterea Californiei în Uniune pe 9 septembrie 1850, San Jose a devenit prima capitală a statului.
În perioada 1900-1910, San Jose a servit ca un centru de pionierat pentru invenție, inovație și impact atât în zborul mai ușor decât aerul, cât și în cel mai greu decât aerul. Aceste activități au fost conduse în principal de John Montgomery și colegii săi. Orașul San Jose a înființat Montgomery Park, un Monument la San Felipe și Yerba Buena Roads, și John J. Montgomery Elementary School în onoarea sa. În această perioadă, San Jose a devenit și un centru de inovație pentru mecanizarea și industrializarea echipamentelor agricole și de prelucrare a alimentelor.

## Economie

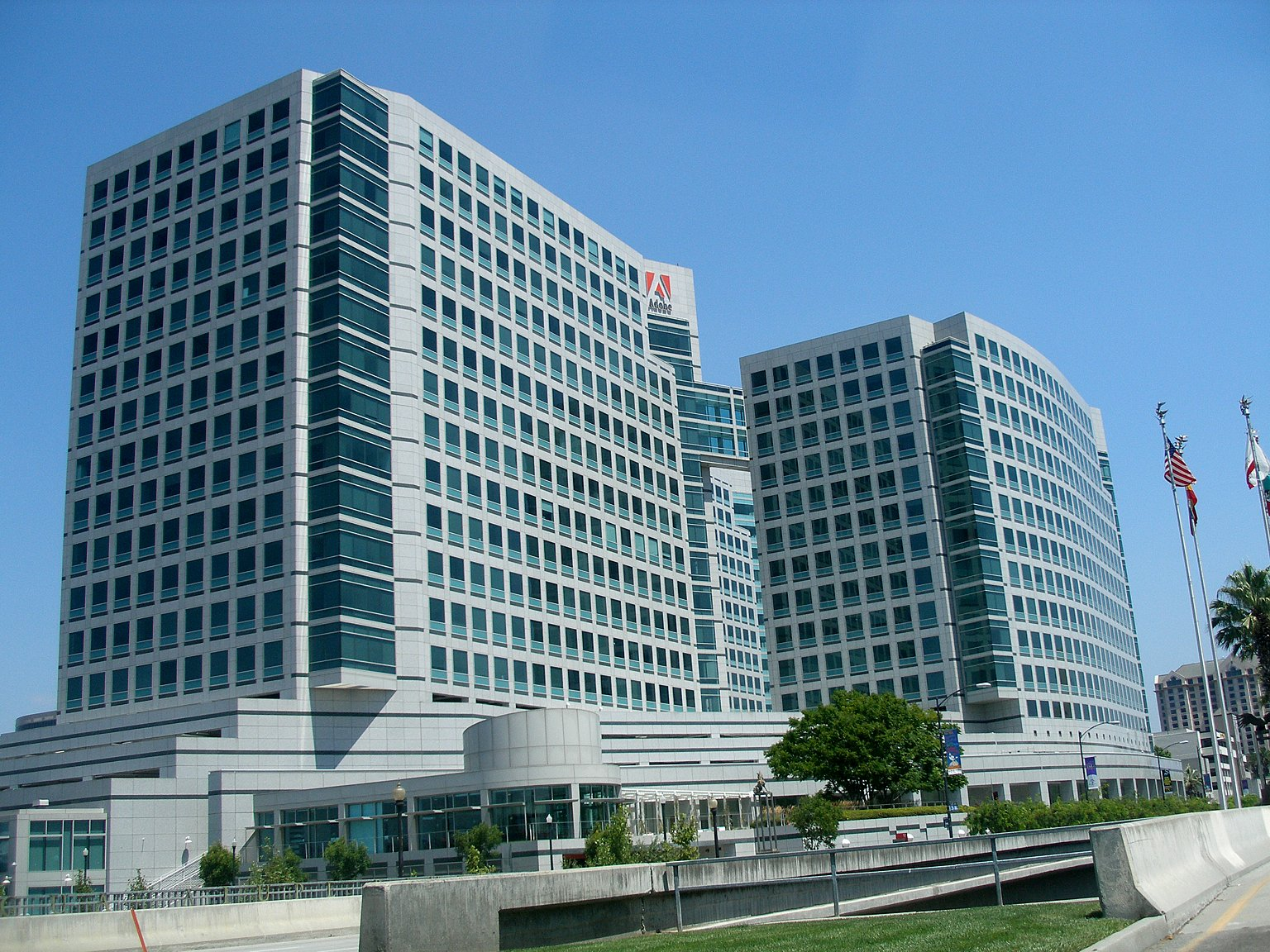
Adobe Systems headquarters

San José găzduiește un mare număr de companii în domeniul tehnologiei înalte. Densitatea mare de companii in domeniul calculatoarelor, ingineriei și microprocesoarelor în apropierea orașului au făcut ca zona sa fie denumită Silicon Valley. San José fiind cel mai mare oraș din această zona geografică, s-a autoproclamat drept capitala Silicon Valley, deși nu exista o astfel de demarcație teritorială. Universitățile din zona orașului — San José State University, Santa Clara University, și Stanford University furnizează un număr foarte mare de ingineri economiei locale.
Creșterea economică majoră în timpul perioadei cunoscută sub numele tech bubble a făcut ca prețurile locuințelor sa crească exponențial, traficul în jurul orașului să fie foarte congestionat și rata șomajului sa scadă la un nivel foarte mic. La începutul mileniului economia locală a încetat să crească în ritmul perioadei precedente, rata șomajului a început să crească și traficul rutier să fie redus. San Jose avea înregistrate 405.000 de locuri de muncă în aria orașului în 2006, cu o rata a șomajului de 4,6%. În anul 2000, comparativ cu orașele americane cu peste 300.000 de locuitori, orașul San Jose înregistra cel mai înalt nivel mediu de venit pe familie din Statele Unite ale Americii.
25 de companii cu peste 1.000 de angajați au sediul central sau sucursale în San Jose. Orașul găzduiește sediul central al companiilor Adobe Systems, BEA Systems, Cisco și eBay, dar și importante sucursale ale companiilor Flextronics, Hewlett-Packard, IBM, Hitachi și Lockheed Martin. În domeniul public, principalii angajatori sunt orașul San Jose, comitatul Santa Clara și San José State University.
Costul vieții în zona orașului San Jose este printre ele mai mari din California și din SUA. Piața imobiliară este motivul principal. În același timp, familiile din zona municipală a orașului au cel mai mare venit față de alte orașe americane cu peste 500.000 de locuitori.
San Jose înregistrează cele mai multe certificări de invenții și patente față de orice alt oraș. 35% din capitalul investit de firmele de venture capital din Statele Unite este investit în companii din San Jose și Silicon Valley.

## Media
San Jose este deservit de media locală, de media din San Francisco Bay Area și media națională. În San Jose se află  ziarul San Jose Mercury News, precum și numeroase publicații locale, cinci posturi de televiziune, șase stații de radio în banda AM și șaisprezece stații de radio în banda FM.
În aprilie 1909, Charles David Herrold, un profesor de electronică din San Jose, a lansat un post de radio care emitea vocea umană. Postul s-a numit San Jose Calling și a fost primul post de radio din lume cu programe pentru o audiență largă. A fost primul post de radio care a emis muzică pe calea undelor pentru audiența sa în 1910. Soția lui Herrold, Sybil, a devenit astfel prima femeie disk jockey în 1912. Postul de radio a fost vândut în numeroase rânduri, iar în prezent este cunoscut sub numele KCBS-AM San Francisco.

## San Jose în cultură
- Do You Know the Way to San Jose, cântec pop, cu textul compus de Hal David, muzica compusă de Burt Bacharach; interpretate de Dionne Warwick. Acest cântec a câștigat un premiu Grammy în 1968.
- Cartea Vanishing Point de Michaela Roessner, publicată de editura Tor, în New York, 1993. ISBN 0-312-85213-4. Romanul reflectă o lume post-catastrofă, situată în jurul orașului San Jose. Numeroși supraviețuitori din San Francisco Bay Area se adună să locuiască în Winchester Mystery House și în cinematograful Century Theatres din apropiere.